# Research on Armenian Architecture
História
Fundada em 1982, na cidade de Aachen, Alemanaha, pelo Dr. Armen Hakhnazarian a Research on Armenian Architecture - RAA (em português: Pesquisa em Arquitetura Armênia) é uma ONG (se tornou uma Fundação em 2010). Entretanto, desde os anos 1960 seu idealizador vem realizando as pesquisas relacionadas ao trabalho da RAA. Em 1996 foi criada a RAA-EUA e em 1998 a RAA-Armênia, tendo esta como diretor Samvel Karapetian.
Atividades
O propósito da Research on Armenian Architecture é investigar e documentar monumentos armênios localizados fora da atual fronteira da Armênia, conhecida como Armênia-Histórica (antigos distritos armênios na Turquia, Irã, Geórgia e Azerbaijão). A fundação também produz estudos em assentamentos de Armênios da Diáspora na Síria, Turquia, Líbano, Índia, Rússia entre outros. Com o trabalho, pesquisa e atividades desenvolvidas, a RAA possui uma importante base de dados contendo mais de 650.000 imagens digitalizadas, medidas, plantas, mapas, arquivos material e etc., os quais se tornaram base para inúmeros trabalhos científicos, não só para os armênios, mas também para toda a comunidade internacional.